# The Dynamite Waistcoat
The Dynamite Waistcoat è un cortometraggio muto del 1909. Il nome del regista non viene riportato nei credit del film.

## Trama
In un campo di minatori, Hans, un ciabattino tedesco, si vendica di un prepotente che fa il bello e cattivo tempo in città e che ha infastidito sua moglie.
Trama di Moving Picture World synopsis in (EN)  su IMDb

## Produzione
Il film fu prodotto dalla Vitagraph Company of America.

## Distribuzione
Distribuito dalla Vitagraph Company of America, il film - un cortometraggio di 111 metri - uscì nelle sale cinematografiche statunitensi il 20 aprile 1909.
Nelle proiezioni, veniva programmato con il sistema dello split reel, accorpato in un'unica bobina con un altro cortometraggio prodotto dalla Vitagraph, Outcast, or Heroine.